# 前田利民 (富山藩)
前田 利民（まえだ としもと、文化3年9月3日（1806年10月14日） - 明治4年1月20日（1871年3月10日））は、富山藩の9代藩主前田利幹の次男。
幼い頃から鳥類を可愛がり、本草学を志し、文政10年（1827年）に江戸へ学びに出て、自分の屋敷で野鳥などのたくさんの鳥類を飼育し、その姿を写生し描いた。「禽譜図解」など鳥類を描いた軸物などがある。息子の前田則邦は初代富山市長になった。利民の曾孫の神前啓太郎は2001年、「禽譜図解」や画帳20点を黒部市に寄贈した。